# Marie-Antoine-Arthur-Olivier Poydenot
Marie-Antoine-Arthur-Olivier Poydenot, francoski general, * 1895, † 1990.